# Diocèse de Lexington

Blason du diocèse

Le diocèse de Lexington (latin : Dioecesis Lexingtonensis) est un siège de l'Église catholique aux États-Unis au Kentucky, érigé le 14 janvier 1988 et suffragant de l'archidiocèse de Louisville. Il se trouve dans une région très majoritairement protestante ou indifférente, les catholiques ne représentant qu'une toute petite minorité.

## Histoire
Jean-Paul II érige le diocèse de Lexington le 14 janvier 1988 à partir de 43 comtés préalablement dans le diocèse de Covington et 7 comtés préalablement dans l'archidiocèse de Louisville. La cérémonie d'érection du diocèse et de l'installation de son premier évêque, Mgr James Williams, a lieu le 2 mars 1988 à la nouvelle cathédrale du Christ-Roi de Lexington.

## Statistiques
En 2004, le diocèse couvre approximativement 42 520 kilomètres carrés, comprenant environ 46 000 catholiques (3.1% de la population) dans 64 paroisses, servis alors par 67 prêtres diocésains et prêtres réguliers, 33 diacres permanents, 30 religieux et 138 religieuses.
En 2016, le diocèse comprend 44 170 baptisés pour 1 635 459 habitants (2,7%), 64 prêtres (46 diocésains et 18 réguliers), 67 diacres permanents, 20 religieux et 51 religieuses dans	60 paroisses.
Le diocèse de Lexington éduque approximativement 4 300 élèves et étudiants dans quinze écoles élémentaires et deux établissements secondaires, et au sein des Newman Centers atteint huit colleges universitaires ou universités du Kentucky.

## Écoles secondaires
- Lexington Catholic High School, Lexington
- The Piarist School, Martin